# Broadford Bridge
Broadford Bridge – osada w Anglii, w hrabstwie West Sussex, w dystrykcie Horsham. Leży 29 km na północny wschód od miasta Chichester i 63 km na południe od Londynu.